# De Havilland Albatross
de Havilland Albatross var ett brittiskt passagerarflygplan för transatlantisk postbefordran och passagerartrafik tillverkat av de Havilland.
Flygplanet konstruerades 1936 av A. E. Hagg enligt den brittiska luftfartsmyndighetens specifikation 36/35, som sökte efter ett flygplan som kunde användas vid transatlantisk postbefordran. Vid tillverkningen av flygkroppen användes de Havillands idé om en stark sandwichkonstruktion av plywoodfanér och balsaträ som varvades i flera skikt. Metoden kom senare att användas vid tillverkningen av de Havilland Mosquito och de Havilland Vampire. Flygplanets kropp tillverkades i sandwichkonstruktion medan vingarna var uppbyggda runt träbalkar som kläddes med sandwichfanér och duk. Landstället var placerat mellan vingen och flygkroppen, vid flygning var hjulen infällda i hålrum i kroppsbukens undersida, under fenan var ett svängbart sporrhjul monterat. Två 12-cylindriga motorer som drev en tvåbladig propeller var monterade på vardera vingen. Kabinen utformades först som lastutrymme men senare öppnade man upp fler fönster i flygkroppen och passagerarantalet ökades till 22 platser. Vid utprovningen av det andra prototypexemplaret överlastade man flygkroppen med vikter tills flygplanet bröts av, därefter reparerades kroppen för fortsatt flygutprovning. Efter att flygprovningen var genomförd levererades de två prototyperna till Imperial Airways. Totalt tillverkades sju exemplar under åren 1938 till 1939.
Det enda flygbolag som tog Albatross i tjänst var Imperial Airways (IA) som fick sina första flygplan avsedda för 22 passagerare i oktober 1938. Dessa sattes in i trafik från Croydon till Paris, Bryssel och Zürich. När sedan de två prototypflygplanen levererades till IA sattes de in i postflygning på de längre linjerna.
När andra världskriget bröt ut överfördes de två postplanen till Royal Air Force som använde dem i kurirtrafik mellan Storbritannien och Irland. Båda flygplanen kom att sluta sina dagar i samband med landningshaverier på flygplatsen i Reykjavik.
Passagerarflygplanen sattes in på linjer utanför krigsområdet, en linje öppnades mellan Bristol-Lissabon och en mellan Bristol–Shannon Airport. Under ett flyganfall mot Bristol 1940 totalförstördes ett flygplan, två flygplan totalförstördes i samband med landningshaverier resterande två exemplar skrotades 1943.